# Povedilla
Povedilla ist eine Gemeinde (municipio) mit 392 Einwohnern (Stand: 2024) im Süden der Provinz Albacete in der autonomen Region Kastilien-La Mancha. 

## Lage
Povedilla liegt in der nördlichen Berglandschaft der Sierra de Alcaraz, dem nördlichen Ausläufer der Betischen Kordillere. Der Ort befindet sich in ca. 85 km (Fahrtstrecke) westsüdwestlich der Provinzhauptstadt Albacete einer Höhe von ca. 825 m. Das Klima im Winter ist gemäßigt, im Sommer dagegen warm; die geringen Niederschlagsmengen fallen – mit Ausnahme der nahezu regenlosen Sommermonate – verteilt übers ganze Jahr.

## Bevölkerungsentwicklung
| Jahr      | 1970 | 1981 | 1991 | 2001 | 2011 | 2021 |
| Einwohner | 946  | 900  | 783  | 676  | 536  | 404  |

## Sehenswürdigkeiten
- Katharinenkirche (Iglesia de Santa Catalina)

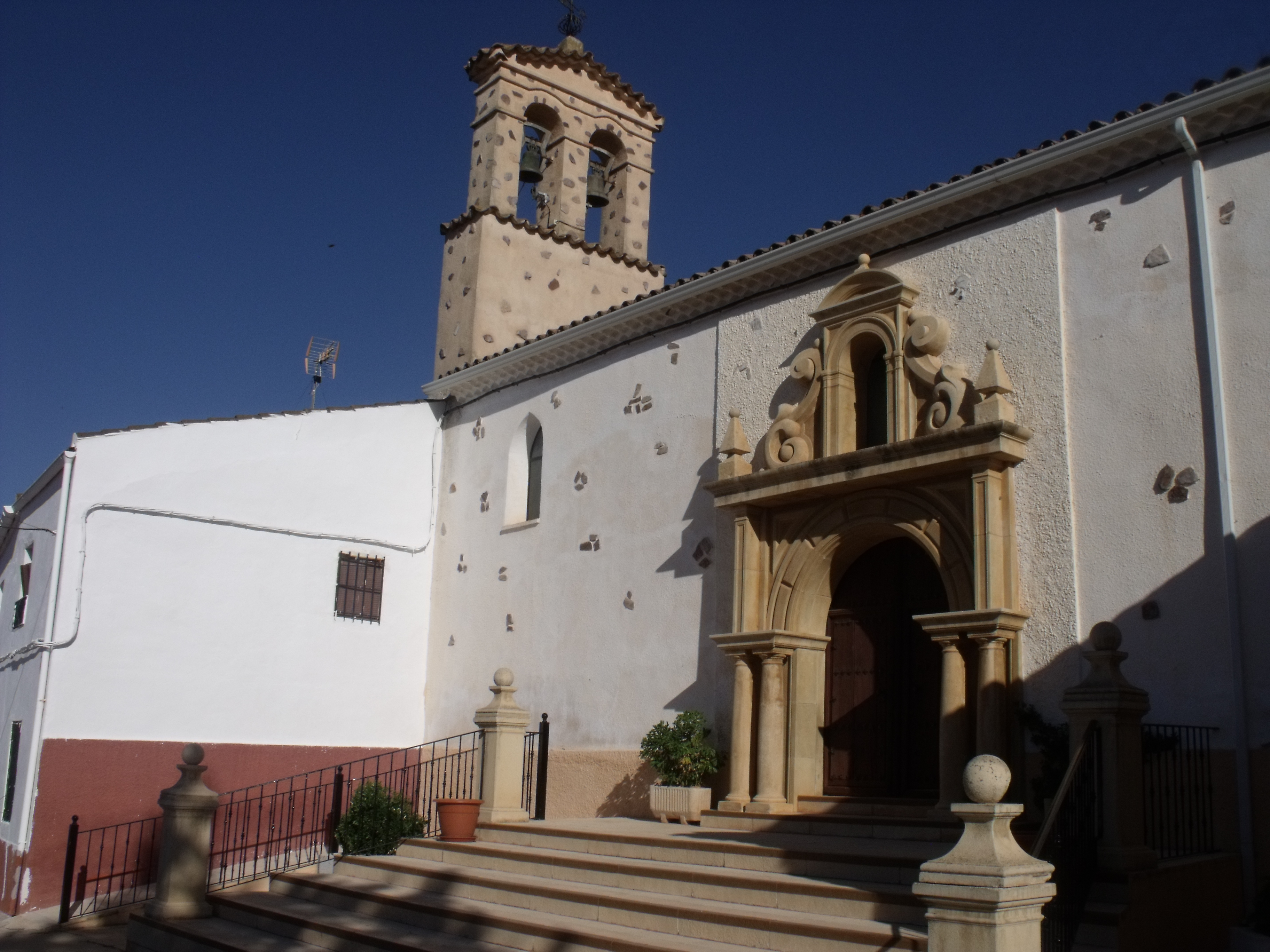
Katharinenkirche
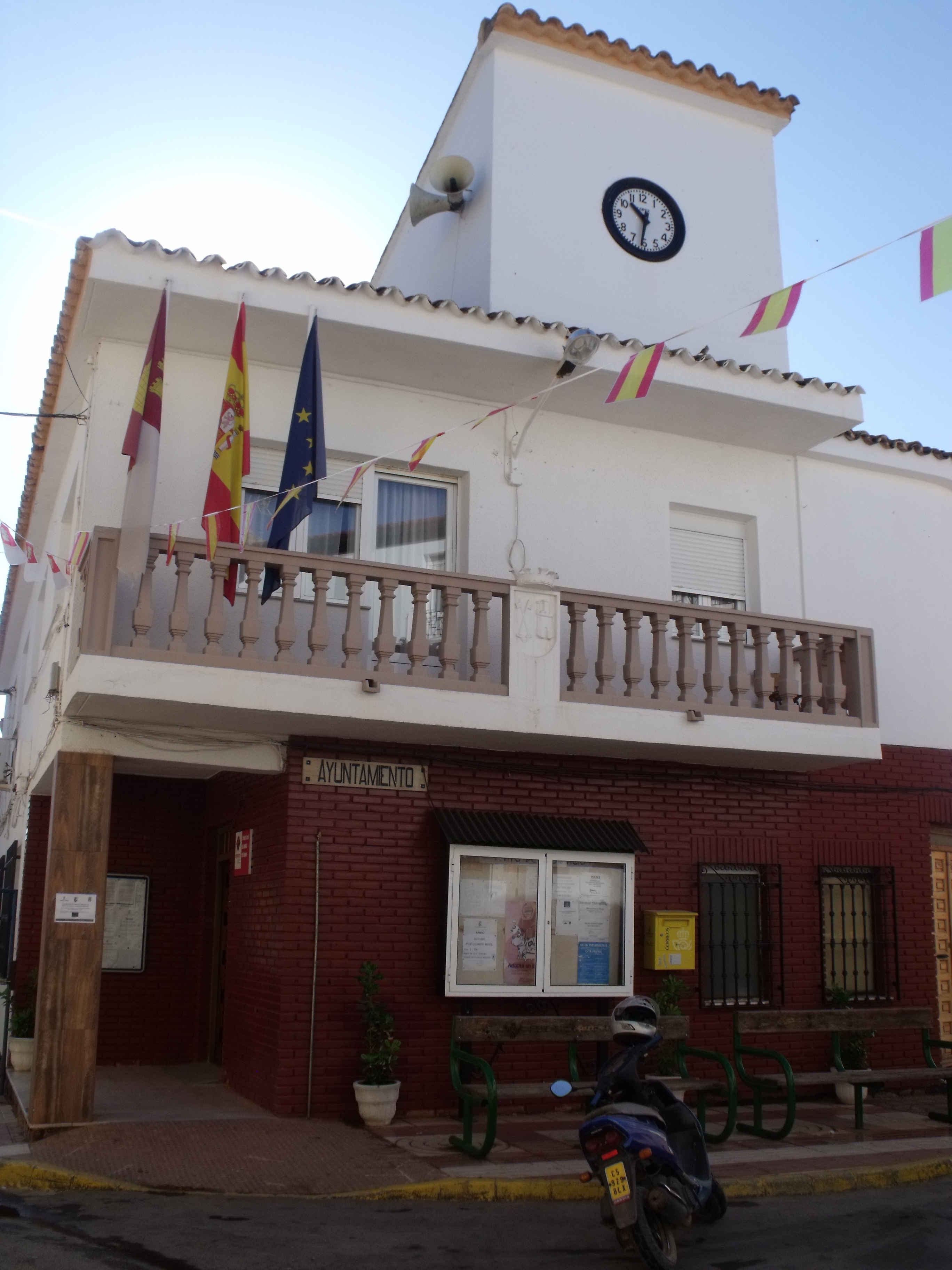
Rathaus